# میخایلوفکا (شهرستان کویورگازینسکی، باشقیرستان)
میخایلوفکا (انگلیسی: Mikhaylovka, Kuyurgazinsky District, Republic of Bashkortostan) یک شهرک در شهرستان کویورگازینسکی جمهوری باشقیرستان در کشور روسیه است.